# Mörtsjötjärnen (Tåsjö socken, Ångermanland)
Mörtsjötjärnen är en sjö i Strömsunds kommun i Ångermanland och ingår i Ångermanälvens huvudavrinningsområde.